# Karl von Hampeln

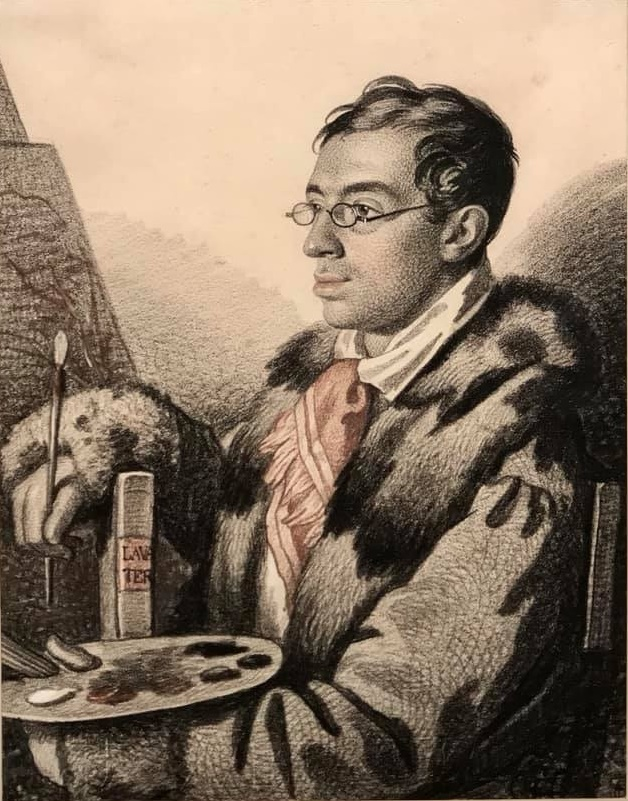
Selbstporträt

Karl von Hampeln, auch Carl oder Charles (russisch Карл Карлович Гампельн, * 1794 in Moskau oder nach einigen Quellen 1808 in Sankt Petersburg; † nach 1880 in Wien) war ein österreichischer, in Russland und Wien tätiger Aquarell- und Miniaturmaler, Grafiker, Porträtzeichner, Kupferstecher und Lithograf.

## Leben
Von Hampeln wurde in einer österreichischen, in Russland ansässiger Familie, als taubstummes Kind geboren. Dank dem von der Zarin Maria Fjodorowna gestiftetem Stipendium kam er zuerst in eine Wiener Taubstummenanstalt, studierte danach an der Akademie der bildenden Künste Wien. Während des Wiener Kongresses 1815 wurde er dem Zaren Alexander I. vorgestellt, der seinen weiteren Aufenthalt in Wien finanzierte.
1816 erhielt er als „Kupferschaber“ einen Hofpreis II. Klasse. 1817 kehrte er nach Russland zurück. Nach 1825 wurde er Zeichenlehrer in der Petersburger Taubstummenanstalt. Er wurde in der russischen Hauptstadt als Porträtist bekannt. Nach einem vorübergehenden Aufenthalt in London verbrachte er seine letzten Lebensjahre in Wien.
Werke (Auswahl)

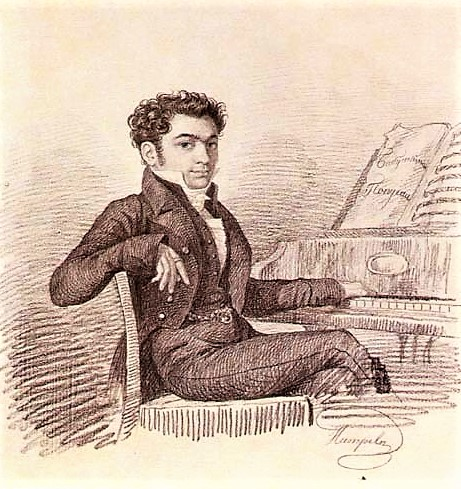
Porträt von Alexei Werstowski

- Heilige Familie oder Maria mit dem Kinde und Johannes, Kupferstich nach Jan van den Hoecke[3] Bezeichnet mit „Charles de Hampeln sourd-muet“ (Landschaft mit antiken Ruinen. Maria sitzend mit den beiden heiligen Knaben, Johannes mit Lamm. Josef rechts stehend hat den Blick auf die Gruppe vorne gerichtet, war ein Teil der Sammlung des Grafen Franz von Bandinelli)[4]
- Lithografiesammlung: Collection de dessins lithographies par Charles de Hampeln, sourd muet de l’académie des beaux-arts[5]
  - S. M. l’empereur Alexandre Ier
  - S. A. I. le grand duc Constantin
  - S. A. I. le grand duc Nicolas
  - S. A. I. le grand duc Michel
  - Le grand duc héréditaire Alexandre Micolaowtsch
  - Quarante-quatre planches représentant les différens régimens de cavalerie russe (44 Tafeln, die die verschiedenen Regimenter der russischen Kavallerie darstellen)